# Marshall Hall
Marshall Hall (Basford, 18 de febrero de 1790-Brighton, 11 de agosto de 1857) fue un fisiólogo inglés.

## Biografía
Hijo de un fabricante de algodón, nació el 18 de febrero de 1790 en Basford, cerca de Nottingham. Asistió a la academia del reverendo J. Blanchard en Nottingham, trabajó en una farmacia en Newark y en 1809 comenzó sus estudios de medicina en la Universidad de Edimburgo. En 1811 fue elegido presidente sénior de la Royal Medical Society; al año siguiente obtuvo el grado de Doctor en Medicina (M.D.) y fue asignado residente de la Royal Infirmary de Edimburgo. Renunció al puesto dos años después para visitar París y sus escuelas de medicina, además de Berlín y Gotinga.
En 1817, cuando se afincó en Nottingham, publicó sus Diagnósticos (Diagnosis) y en 1818 escribió las Mimoses, sobre las enfermedades que denominaba biliosas, nerviosas, etc. Al año siguiente fue elegido miembro de la Royal Society of Edinburgh y en 1825 trabajó en el Nottingham General Hospital. En 1826 se mudó a Londres y un año después publicó sus Comentarios (Commentaries) acerca de las enfermedades ginecológicas más importantes. Posteriormente, en 1830, escribió Observations on Blood-letting, founded on researches on the morbid and curative effects of loss of blood y, 1831, Experimental Essay on the Circulation of the Blood in the Capillary Vessels, donde demostró que los capilares sanguíneos tienen la función de poner en contacto la sangre con los tejidos del organismo.
Al año siguiente leyó en la Royal Society un trabajo sobre «la relación inversa que subsiste entre la respiración y la irritabilidad en el reino animal». También escribió en 1832 «acerca de la función refleja de la médula oblongada y la médula espinal», que complementó en 1837 con un artículo «sobre la verdadera médula espinal y el sistema excitomotor de nervios». Su método de reanimación en ahogamientos y otras formas de fallo respiratorio fue muy popular. Falleció a causa de una enfermedad de la garganta en Brighton el 11 de agosto de 1857.